# Desges (Fluss)
Der Desges ist ein Fluss in Frankreich, der in den Regionen Okzitanien und Auvergne-Rhône-Alpes verläuft. Er entspringt unter dem Namen Ruisseau de Combe Croze im Bergland der Margeride, im östlichen Gemeindegebiet von Saint-Privat-du-Fau, entwässert generell in nordöstlicher Richtung und mündet nach rund 35 Kilometern im Gemeindegebiet von Chanteuges als linker Nebenfluss in den Allier. In seinem Mündungsabschnitt nähert sich der Desges gegenüber von Saint-Arcons-d’Allier bereits auf etwa 100 Meter dem Allier, schlägt dann jedoch noch einen Bogen um den Ort Chanteuges und mündet schließlich erst nördlich davon. Auf seinem Weg durchquert der Desges die Départements Lozère und Haute-Loire.

## Orte am Fluss
(Reihenfolge in Fließrichtung)
- Paulhac-en-Margeride
- La Besseyre-Saint-Mary
- La Valette, Gemeinde Auvers
- Desges
- Chazelles
- Pébrac
- Chanteuges